# 샤를 알베르 고바

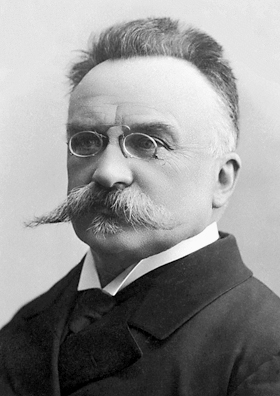
샤를 알베르 고바

샤를 알베르 고바(Charles Albert Gobat, 1843년 5월 21일 ~ 1914년 3월 16일)은 스위스의 변호사, 교육 행정가, 정치인으로, 1902년 엘리 뒤코묑과 함께 국제 평화국을 지도한 공적을 인정받아 노벨 평화상을 수상했다.